# Кротов, Александр Дмитриевич
Александр Дмитриевич Кротов (бел. Аляксандр Дзмітрыевіч Кротаў; род. 19 апреля 1995, Дружный, Минская область) — белорусский футболист, нападающий.

## Клубная карьера
Александр начал заниматься футболом в БГОУОР, первый тренер — Анатолий Христофорович Чалиянц. Профессиональная карьера игрока стартовала в 2014 году в клубе «Ислочь». За два сезона в первой лиге отыграл за клуб 33 матча. Перед началом сезона 2016 перешёл на правах аренды в минское «Торпедо». Полгода провёл за «автозаводцев», сыграл 12 матчей, а летом вернулся обратно. В первом матче за «волков» после возвращения отметился дублем в ворота «Вертикали» (6:1). В высшей лиге дебютировал в матче с новополоцким «Нафтаном» (2:0), а первый мяч в чемпионате забил солигорскому «Шахтёру» (1:3).
В 2017 году после первого круга отправился в аренду в бобруйскую «Белшину». Сыграл 17 матчей и забил 5 голов. После завершения сезона вернулся в «Ислочь», однако в январе 2018 года вновь стал тренироваться с «Белшиной» и в результате был повторно арендован бобруйчанами. Сезон 2018 начинал в основе, однако летом получил травму, из-за которой пропустил практически всю вторую половину сезона. В ноябре вернулся в «Ислочь», а в декабре по окончании контракта покинул клуб.
В январе 2019 года подписал контракт с брестским «Рухом», однако уже в июле покинул команду, присоединившись к «Андердогу». В марте 2020 года пополнил состав клуба «Ошмяны-БГУФК», где закрепился в стартовом составе.
В начале 2021 года присоединился к новополоцкому «Нафтану». В январе 2022 года находился на просмотре в рогачёвском «Макслайне» и вскоре стал игроком клуба. Позже стал игроком «Лиды».

## Международная карьера
Вызывался в молодёжную сборную. 4 сентября 2014 года забил гол в товарищеском матче против сборной Лихтенштейна.